# Bartalus István
Bartalus István, (Bálványosváralja, 1821. november 23. – Budapest, 1899. február 9.) magyar zenetanár, zenetörténész, népdalgyűjtő, a Magyar Tudományos Akadémia levelező tagja (1875).

## Életútja
Kolozsvárott tanult jogot, bölcsészetet és teológiát, egyidejűleg az ottani konzervatórium növendéke is volt. 1843-tól a zsibói Wesselényi-házban zenei nevelő volt, 1846-tól zongoratanításból élt Kolozsváron. 1851-ben történt Pestre költözése után néhány évig koncertezett, majd 1852-ben Gönczy Pál nevelőintézetének a tanára lett. 1858-tól rendszeresen publikált, a Zenészeti Lapok szerkesztőbizottságának tagja volt (1860–1863). 1867-ben a Kisfaludy Társaság felvette tagjai sorába, 1875-től a Magyar Tudományos Akadémia levelező tagja volt.

## Munkássága
Bartalus István a magyar zenetudomány problémákkal telített első korszakának tudósa volt, aki kevés társával a hazai zenetörténet-írás megteremtéséért, a magyar zenetudomány európai szintre emeléséért dolgozott. Ugyanakkor számos feladatot kellett megoldani a zenei műveltség terjesztése, a művészi igény felébresztése terén is. Bartalus vállalta ezt a kettős küzdelmet, így vált a zeneművészet polihisztorává. Előadóművész volt és pedagógus, írt regényeket és napi kritikákat, kiadott zeneelméleti munkákat és zongoraiskolákat, gyűjtött és publikált népdalokat, felfedezte és kiadta a régi magyar zene számos értékes emlékét, írt cikkeket, tanulmányokat, könyveket a magyar zenetörténet kérdéseiről.
1858-tól rendszeresen megjelenő publicisztikái elsősorban napi aktualitású írások: hangversenykritikák, új zeneművek értékelései. Ugyanebben az időszakban számos pedagógiai művet és zenei témájú szépirodalmi művet publikált. Zene-káté Lobe után című kiadványa a zenei magyarnyelvűség megteremtésére törekvő dokumentumként is figyelemre méltó. Az 1860-as évek elején ismeretterjesztő zenetörténeti írásokat is közölt a Zenészeti Lapokban, majd az Arany János szerkesztette Koszorúban. Már ekkor hangsúlyozta annak fontosságát, hogy a magyar zenei múlt és jelen emlékeit az utókor számára megmentsék. Szerény szózat a Magyar Tudományos Akadémiához című írásában (1861) a magyar zenetudomány elismertetése mellett is szót emelt.
1864-ben a Budapesti Szemlében a magyar zene történetét kísérelte meg felrajzolni gazdag dokumentációval, irodalomtörténetből és okmányokból, régi históriákból és legendákból. A magyar zenetörténet feltárásának hiányosságait felismerve az 1860-as évek második felében az alaposabb és részletezőbb tudományos munkát kezdte meg. A magyar egyházak szertartásos énekei a XVI. és XVII. században című könyvében (1869) tekintélyes mennyiségű, addig nem publikált eredeti anyagot tárt fel, és felhívta a figyelmet a különféle források hasonló dallamainak analógiáira és eltéréseire. Az év nyarán végiglátogatta a felső-ausztriai kolostorok könyvtárait, és jegyzéket állított össze a magyarországi vonatkozású kéziratokról és nyomtatványokról. A szintén 1869-ben megjelent Magyar Orpheus című zongorakíséretes gyűjteményt forráskiadványnak szánta: a 18. századnak és a 19. század elejének magyar vagy magyar vonatkozású világi zenéjéből közölt benne dallamokat terjedelmes bevezető tanulmánnyal.
1871 nyarán indult első népdalgyűjtő útjára, majd – váltakozó intenzitással – tizenkét esztendőn keresztül gyűjtött Heves, Borsod, Gömör, Nógrád és Zemplén vármegyékben, valamint a Székelyföldön. Kétkötetes kéziratos népdalgyűjteménye, melyet az MTA-BTK Népzenei és Néptánc Gyűjteménye őriz, 919 dal lejegyzését tartalmazza. Bartalus a teljesség kedvéért más forrásokból is átvett dalokat. Gyűjteményébe beemelte Arany János népdallejegyzéseit, amelyeket a költő régi emlékei alapján készített és küldött el Bartalusnak. Almási Sámuel sárosmagyarberkeszi református lelkész népdalgyűjteményéből 166 dalt másolt át. A gyűjtőutakat támogató Kisfaludy Társaságnak írt jelentésében a különböző nemzetiségek dalainak megismerését hangsúlyozta. Egyik legfontosabb megfigyelése, hogy felismerte a különböző területeken megőrzött magyar népzene alapvetően egységes voltát. A kéziratos anyagot Magyar Népdalok Egyetemes Gyűjteménye címmel hét kötetben adta ki 1873  és 1896 között. Zongorakíséretes letétei a dallamok „igazításával” is a napi divatnak, a zongorázó-műkedvelő igénynek kívánnak megfelelni, így a dallamok közlése nem tekinthető tudományos szempontból hitelesnek.
Bartalus 1875-ben Mátray Gábor után a zenetudomány második akadémiai képviselője lett. Művészet és nemzetiség címmel megtartott székfoglalójában esztétikai síkon közelítette meg nemzeti és európai zene egységének és kontrasztjának kérdését, ami a 19. századi magyar zeneéletet mindig is foglalkoztatta. 1877-ben megjelent terjedelmes zenetörténeti könyvében nemcsak az európai, hanem az azon kívüli zene alakulására is kitekintve szándékozta áttekinteni a zene történetét. Művében átfogóbb szempontok különféle megvalósulásait kutatta, ennek következtében kevesebb a közölt adatok száma, s ezek sem lexikális adatként, hanem elvek, elméletek, jellemzések bizonyító dokumentumaiként szerepelnek.
Nem hagyott fel a magyar vonatkozású zenetörténet egyes mozzanatainak részletes feltárásával sem: 1882-ben újabb két tanulmányt publikált a magyar zenetörténetről. Az Adalékok a magyar zene történelméhez első részében Bakfark Bálint személyét és működését kora zenei életének kontextusába illesztetten ábrázolta. Ismertette a lant történetét, különféle források alapján a zeneszerző életét, majd a tabulatúraírás problémáit és megfejtési módszerét. Az Adalékok második részében az Esterházy Pálnak tulajdonított Harmonia caelestist mutatta be. Munkájának értéke a kézirat külső és tartalmi leírásának pontossága, a Harmonia caelestis zenéjének történelmi keretbe helyezett szemlélete, és a zenei anyag részbeni közlése. Az Újabb adalékok a magyar zene történelméhez első témája „Régi húros hangszereink, és a magyar hegedű”, amelyben a sokféle röpirat között – vélhetően elsőként – részletesen ismertette a híres Ungarische Wahrheitsgeigét. A tanulmány második és harmadik részében a 16. századból fennmaradt, magyar vonatkozású darabok modern átírását s annak problémáit mutatta be. Az első magyar zenetörténészről, Mátray Gáborról írt emlékbeszéde a zenetörténetíró  munkásságának részletes, gondos feldolgozása és ismertetése.
A zeneköltészet elemei és műformái című kötete az első magyar nyelvű formatani könyv. Bartalus e munkájában – a századra oly jellemző módon – az elemi ritmustan és alapvető zeneelméleti ismeretközlés ötvöződik a téma teljességre törekvő ismertetésével, az objektív elemzések az esztétikai jellemzések kötetlenségével. 1884-ben adta ki zongorakísérettel Arany János dalait, amelyeket a költő Petőfi Sándor, Amade László, illetve saját verseire szerzett. Utolsó jelentős vállalkozása a Magyar Zeneköltők Kiállítási Albumának szerkesztése. Az 1885-ös országos kiállításra készült reprezentatív kiadvány 24 zeneszerző művein keresztül nyújt képet a 19. századi magyar zongoramuzsikáról.

## Művei
A magyar zenetörténeti kutatás egyik megindítója volt, s munkássága alapvető a magyar zenetudomány történetében. Mint népdalgyűjtő és kutató korának legjelesebb úttörője. Számos zenetörténeti, zenepedagógiai művet írt, és zenetörténeti forráskutatásokat is végzett. Nevezetes a népdalgyűjteménye, bár Bartók Béla és Kodály Zoltán szerint nem tett különbséget a népzene és a népies műzene között. Ő vette rá Arany Jánost, hogy a költő által írt dalokat is megismerhesse a nyilvánosság. Ezen dalok közül dolgozott fel néhányat a Nana Vortex zenekar Arany születésének 200. évfordulóján 2017-ben a Petőfi Irodalmi Múzeum kezdeményezésére.
- 101 magyar népdal (Pest, 1861);
- Szerény szózat a magyar tudományos Akadémiához. Zenészeti Lapok 1861. 32–44. sz.
- Gyermek dalhon (Pest, 1862);
- Zene-káté Lobe után. Pest, 1863.
- A magyar zene története. Budapesti Szemle 1864. XIX–XX.
- Magyar Orpheus: vegyes tartalmú zenegyűjtemény (Pest, 1869);
- A magyar egyházak szertartásos énekei a XVI. és XVII. században (Pest, 1869);
- Jelentés magyar népdallamok gyűjtéséről. A Kisfaludy Társaság Évlapjai. Pest., 1872.
- Magyar népdalok egyetemes gyűjteménye I–VII. (Budapest, 1873–1896);
- Bartalus István jelentése felsőaustriai kolostoroknak Magyarországot illető kéziratairól és nyomtatványairól a Magyar Akadémiához (Pest, 1873);
- A művészet és a nemzetiség: Székfoglaló, (Budapest, 1876);
- Emlékbeszéd Mátray Gábor l. tag felett (Budapest, 1877);
- Az ó- és középkori zenetörténelem vázlata (Budapest, 1877);
- Adalékok a magyar zene történetéhez : Bakfark Bálint lantvirtuóz és zeneköltő és Eszterházy Pál egyházi zenekölteményei (Budapest, 1882);
- Ujabb adalékok a magyar zene történelméhez (Budapest, 1882);
- Magyar Zeneköltők Kiállítási Albuma (Budapest: Rózsavölgyi és Társa, 1885).
- Vázlatok a zene történelméből I. (Budapest, 1889)